# 水谷力
水谷 力（みずたに つとむ、1926年（大正15年）1月19日 - 1994年（平成6年）8月6日）は、日本の政治家。参議院議員（1期）。

## 経歴
三重県桑名市出身。1951年（昭和26年）早稲田大学政治経済学部卒業。桑名市議会議員、三重県議会議員、第64代三重県議会議長（1971年（昭和46年）5月 - 1972年（昭和47年）5月）、全国都道府県議長会副会長、自由民主党三重県支部連合会幹事長を歴任した。1982年（昭和57年）春の褒章で藍綬褒章受章。
1983年（昭和58年）の第13回参議院議員通常選挙の三重県選挙区で日本社会党所属の坂倉藤吾を破り当選した。自由民主党に所属して、予算委員会理事、農林水産委員、国会対策委員、商工局次長、出版局次長を務めた。消費税導入やリクルート事件やマドンナ旋風で逆風が吹いた1989年（平成元年）の第15回参議院議員通常選挙で連合の会候補の井上哲夫に敗れて落選した。1994年8月6日死去、68歳。死没日をもって勲二等瑞宝章追贈、従四位に叙される。

## 親族
息子は桑名市長の水谷元（水谷の公設第一秘書だった）。